# Шмидт, Фёдор Богданович
Фёдор Богда́нович Шмидт (нем. Friedrich Karl Schmidt; 15 [27] января 1832, Лифляндская губерния — 8 [21] ноября 1908, Санкт-Петербург) — русский геолог, ботаник и палеонтолог.

## Биография
Родился 15 (27) января 1832 года в имении Кайсма Лифляндской губернии. Отец был управляющим имением семьи фон Ольдекоп; мать, урождённая Гиппиус.
Учился в Ревельской гимназии. В 1849 году поступил на историко-филологический факультет Дерптского университета, получив, как недостаточно материально обеспеченный, стипендию эстляндского дворянства, с условием после окончания курса преподавать русский язык в гимназии. В 1852 году окончил университет кандидатом словесности, но имея природные наклонности к естествознанию, продолжал занятия ботаникой и геологией, начатые ранее.
В 1855 году получил степень магистра геологии и посвятил себя изучению силурийских образований Прибалтийского края, лучшим знатоком которых он считался в то время. Тем не менее, с 1856 по 1859 год служил помощником директора Дерптского ботанического сада; в 1858 году был приват-доцентом.
В 1859 году, зарекомендовав себя целым рядом научных работ, был приглашён Императорским русским географическим обществом принять участие в качестве геолога и ботаника, руководителя физического отдела экспедиции в Амурский край и на остров Сахалин, проработав там до 1862 года. В результате экспедиции найдена ископаемая юрская флора Приамурья и открыты меловые и третичные отложения на Сахалине. Вместе с П. П. Гленом и А. Д. Брылкиным он изучал флору Сахалина, дал первое описание растительного и геологического строения острова, предложил разделение Сахалина на две физико-географические и растительные области: северо-восточную и юго-западную. Составил первую геологическую карту залива Петра Великого. За работу на Дальнем Востоке Русское географическое общество наградило Шмидта золотой медалью.
В 1866 году он был отправлен Академией наук в новую экспедицию, — в низовья реки Енисей для исследования найденного там трупа мамонта. Находясь в Дудинке, Шмидт по приглашению купца К. М. Сотникова ездил в район реки Норилки для осмотра имеющихся там месторождений каменного угля и медной руды. В своём отчёте он впервые дал их краткое геологическое описание.
В 1872 году избран адъюнктом, в 1874 году стал экстраординарным, с 1885 — ординарным академиком Императорской академии наук. Непрерывно продолжал работать по изучению фауны силурийской системы, особенно трилобитов, по исследованию ледниковых образований Прибалтийского края и по разработке сибирских коллекций, доставляемых русскими научными экспедициями, и принимал живое участие в деятельности петербургских учёных обществ и таковых же Прибалтийского края, в большинстве которых он состоял почётным членом. С 1873 по 1900 годы был директором Геологического музея Академии наук.
С 1900 года — председатель Комиссии по снаряжению Русской полярной экспедиции.
Умер 8 (21) ноября 1908 года. 

## Названы в честь Фёдора Богдановича Шмидта
Топонимы:
- полуостров Шмидта на Сахалине (название присвоено в 1908 году)[4];
- гора Шмидтиха около Норильска в Красноярском крае;
- вулкан Шмидта на Камчатке;
- горы на северо-востоке острова Котельного в архипелаге Новосибирские острова (назвал Э. В. Толль в 1902 году)[4];
- гора (гора Фридриха, 78° с.ш. 18° в.д., названа по имени Фёдора (Фридриха) Богдановича Шмидта) на острове Западный Шпицберген[5];
- гора (гора Шмидта, 78° с.ш. 18° в.д., Баренцево море, архипелаг Шпицберген)[4];
- мыс Шмидта на полуострове Сланцевом в заливе Чернышёва на побережье Таймыра (назвал Э. В. Толль в 1901 году)[4].

Эдуард Людвигович Регель назвал в его честь один из видов берёзы, найденный им в Приморье, — Берёза Шмидта (Betula schmidtii).

## Печатные труды
Из многочисленных работ Шмидта по геологии, палеонтологии, ботанике и зоологии наиболее крупное научное значение имеют следующие:
- Untersuchungen über d. silurische Formation von Estland, Nord Livland u. Oesel, 1858
- Wissenschaftliche Resultate d. Mamuth-Expedition an den unterem Enisej // Труды Сибирской экспедиции, 1865—1874 (ботаническая, зоологическая, геологическая часть, палеонтология и исторические отчёты)
- Шмидт Ф. Б. и Глен П. П. Труды сибирской экспедиции Императорского русского географического общества. Физический отдел. Т. 1. Исторические отчёты. СПб. 1868
- Окаменелости меловой формации с острова Сахалина // Труды сибирской экспедиции Императорского русского географического общества. Физический отдел. Т. 3. вып. 1. СПб. 1873
- Ботаническая часть // Труды сибирской экспедиции Императорского русского географического общества. Физический отдел. Т. 2. СПб. 1874
- Miscellanea silurica
- Revision der ostbaltischen silurischen Trilobiten, 1881—1902
- Ревизия силурийских трилобитов Прибалтики, 1881—1907 (описаны 250 видов трилобитов и дана схема расчленения силурийских отложений)